# Annibale Carracci
Annibale Carracci, döpt 3 november 1560 i Bologna, död 15 juli 1609 i Rom, var en italiensk målare och grafiker. Tillsammans med sin äldre bror Agostino och sin kusin Ludovico var Carracci en av barockens föregångare.

## Liv och verk

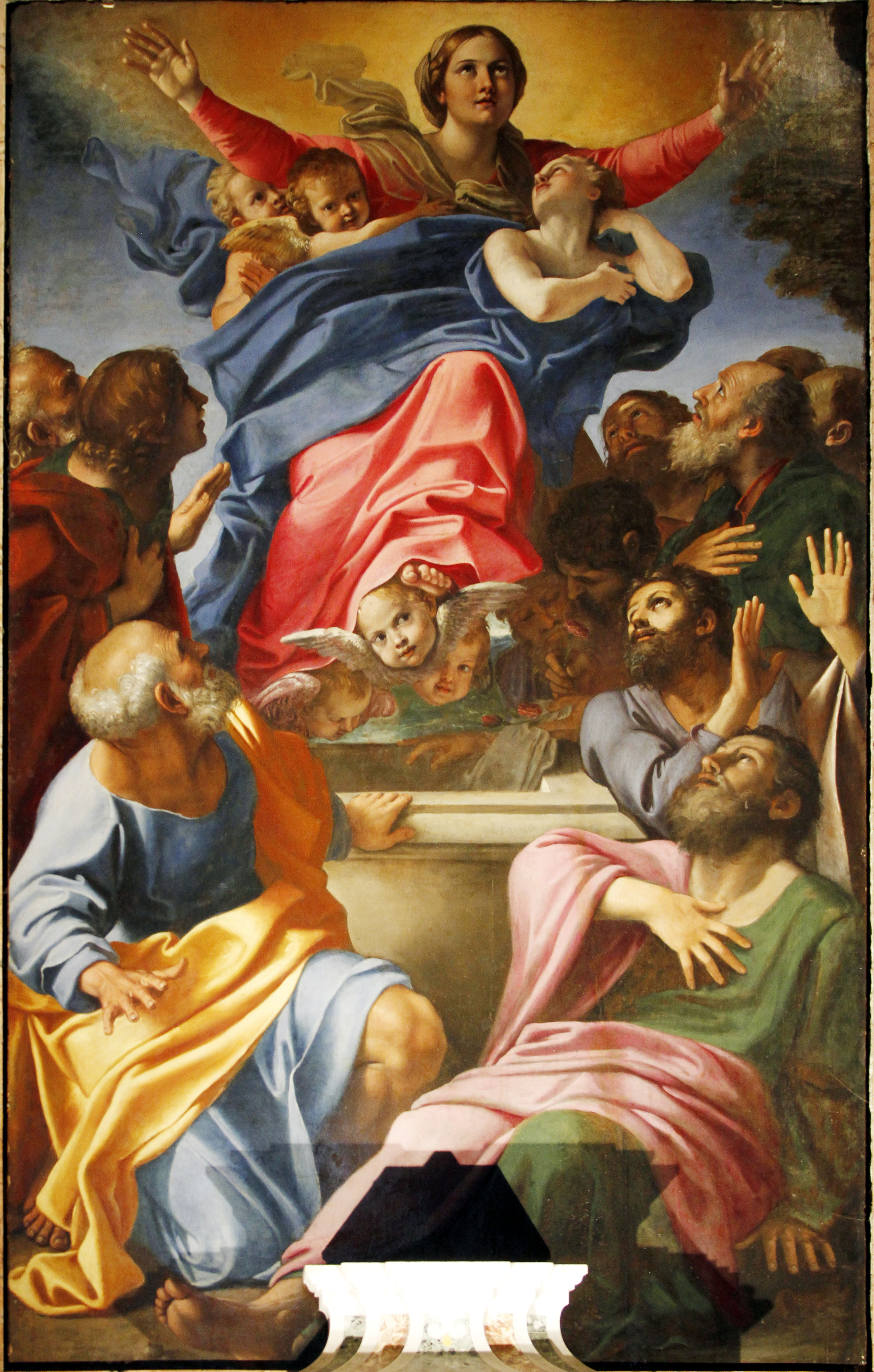
Jungfru Marie himmelsfärd (1600–1601). Cappella Cerasi, Santa Maria del Popolo, Rom.

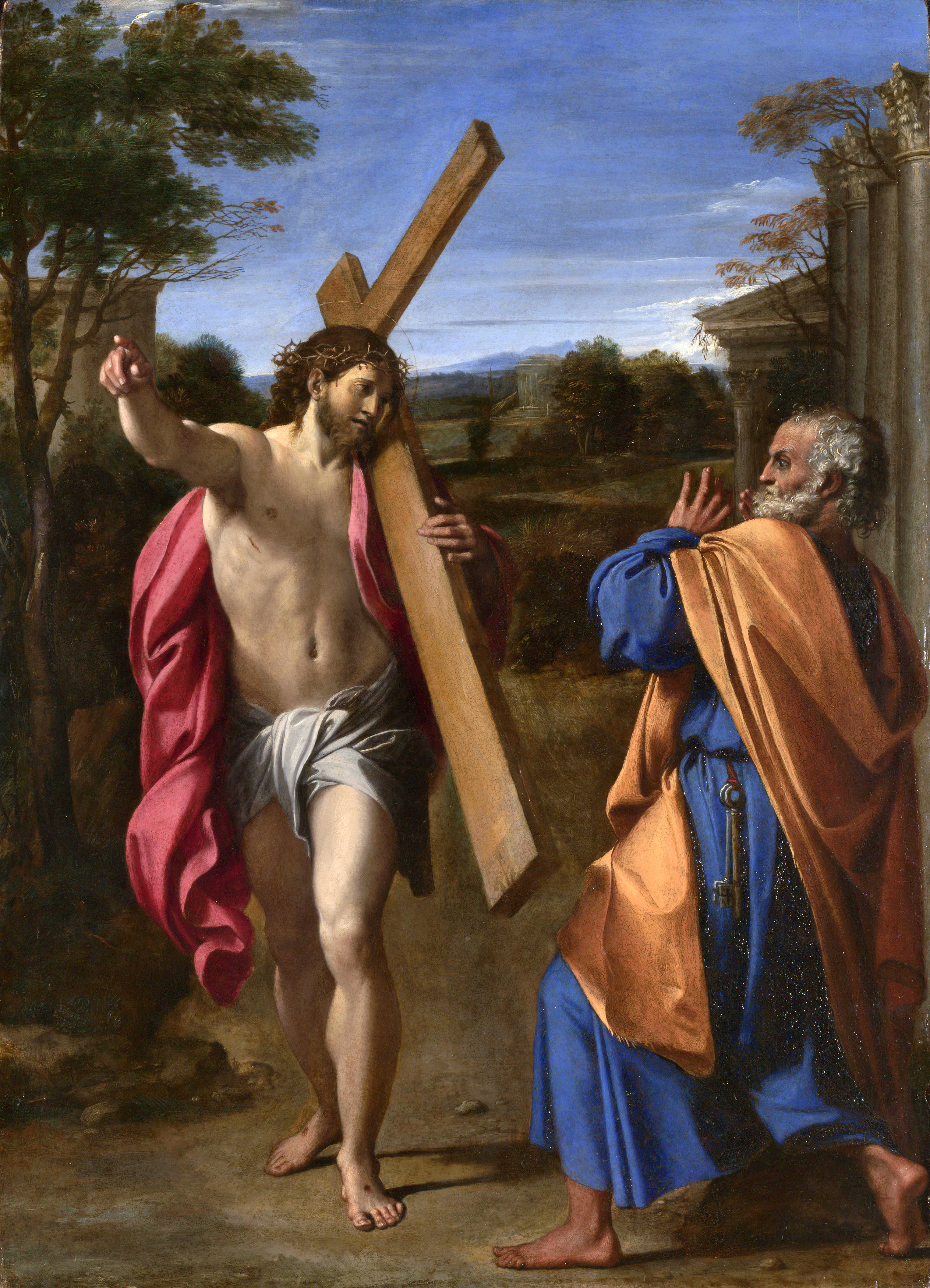
Domine quo vadis? (1601–1602). National Gallery, London.

Under den romerska ungbarocken (1575–1625) utkristalliserades två målarskolor med olika inriktning. Caravaggio och hans efterföljare valde att fokusera på realism, ibland gränsande till naturalism, medan Annibale Carracci och bland andra Guido Reni samt senare Nicolas Poussin lät sig inspireras av antikens ideal och kom att företräda en klassicerande strömning, dock inte helt utan naturalistiska inslag.
Annibale kallades till Rom 1595 för att utföra dekorationsarbeten i Palazzo Farnese. Hans mest fulländade skapelse är sannolikt freskerna i Galleria Farnese (1595–1605). Den ambitiösa fresksviten med motiv tagna från den klassiska mytologin, till exempel Bacchus och Ariadnes triumf, fastställde omedelbart Annibale Carraccis berömmelse. Freskerna jämfördes med dem av Rafael och Michelangelo i Vatikanen. 
I Galleria Farnese och i mindre arbeten, som till exempel Flykten till Egypten, skapade Annibale Carracci det klassiska ideallandskapet, utvalt av många senare konstnärer, däribland Poussin.
Annibale Carracci är begravd i Pantheon i Rom.

### Carracciakademin
Bröderna Annibale och Agostino Carracci och deras kusin Ludovico grundade 1585 i Bologna en akademi för att undervisa i måleri och för att återuppliva antikens konstnärliga normer, som man då uppfattade dem. Den riktning som utvecklades kring Carracciakademin kallades Bolognaskolan.

## Domine quo vadis?
Kristus bär på sitt kors, när han i en uppenbarelse visar sig för aposteln Petrus vid Via Appia. Petrus, som är på flykt från staden, frågar Domine, quo vadis?, "Herre, vart är du på väg?". Kristus svarar, att han är på väg till Rom för att låta sig korsfästas ännu en gång. Då inser Petrus vad Kristus menar, och Petrus återvänder till Rom för att genomlida sitt martyrium. 
Annibale Carracci visar stor känslighet för detaljer i målningen, i synnerhet i landskapet. Den harmoniska kompositionen och vackra personskildringen påminner om Rafaels och Michelangelos måleri, vilket tyder på att konstnären vill återföra en klassisk anda till det tidiga 1600-talets Rom. Carraccis stil karakteriseras av naturalism, men framförallt av klassicism. Han iakttar den mänskliga anatomins uppbyggnad, men förlänar denna vissa idealiserande drag.
Carracci är representerad vid bland annat Göteborgs konstmuseum och Nationalmuseum.

## Verk i urval
- Korsfästelsen (1583) – Santa Maria della Carità, Bologna
- Slaktarbutiken (1580-talet)
- Kristi dop (1584)
- Jungfru Marie himmelsfärd (1590)
- Venus och Adonis (1595)
- Freskerna i Galleria Farnese – Palazzo Farnese, Rom (1595–1605)[4]
- Jungfru Marie himmelsfärd (1600–1601) – Cappella Cerasi, Santa Maria del Popolo, Rom[5][6]
- Domine quo vadis? (1601–1602) – National Gallery, London
- Flykten till Egypten (1603)
- Den helige Ignatius av Loyola – sakristian, Il Gesù[7]